# لاندسات

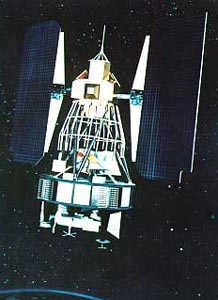
لاندسات-1,2,3

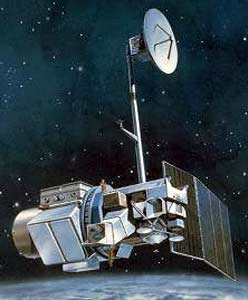
لاندسات-4,5

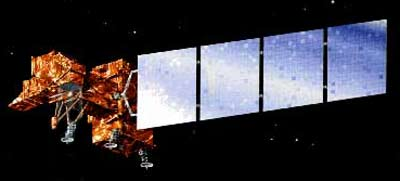
Landsat-6,7

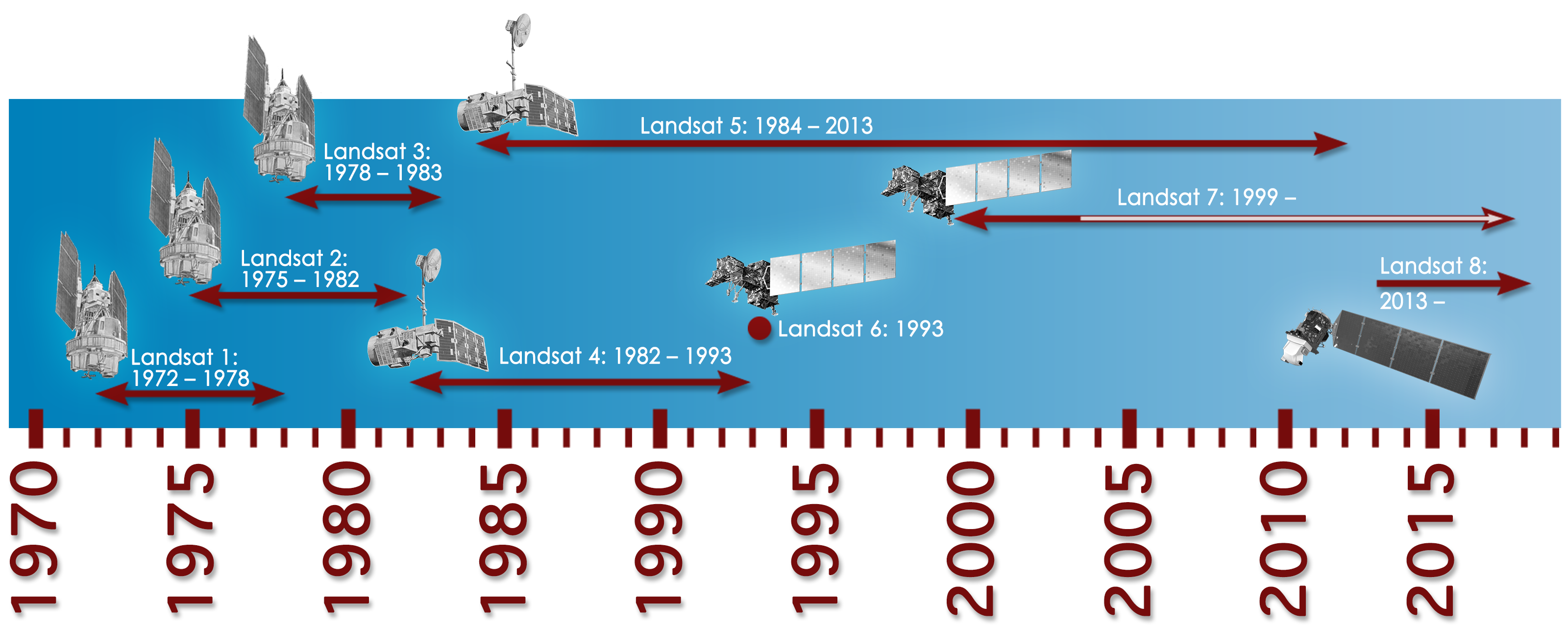
تسلسل زمني لإرسال مسبارات لاندسات في مدارات حول الأرض.

لاندسات (بالإنجليزية: Landsat)‏ هي مجموعة اقمار صناعية أطلقتها ناسا تباعا منذ عام 1972 حتى الآن، وأعطتها ناسا تسميات متسلسلة: لاندسات 1 ولاندسات 2 , ....و آخرهم حاليا «لاندسات 8». أطلق لاندسات 8 في 11 فبراير 2013 علي رأس صاروخ حامل من نوع أطلس 5. وقد أُطْلِّق أحدثها، لاندسات 9، في 27 سبتمبر 2021. وهي مجموعة أقمار صناعية بغرض استكشاف بقاع الأرض وللأغراض المدنية، وكذلك مراقبة انزياح القارات والشواطيء. وتستخدم صورها في مسح المصادر الطبيعية في البلدان وقياس التغييرات الأرضية التي قد تنشأ عن طرق تعرية طبيعية أو يكون سببها النشاط الإنساني. أطلقت ناسا منذ عام 1972 سبعة أقمار صناعية، من ضمنهم إطلاق فاشل، والمجموعة تنتمي بصفة أساسية إلى ثلاثة طرازات.
تلك الأقمار الصناعية مزودة بوسائل متعددة للقياس والتصوير الاستشعار عن بعد.
بدأ برنامج لاندسات متزامنا مع برنامج أبولو منذ عام 1960 حينما التقطت أول صور لسطح الأرض من الفضاء. وفي عام 1965 افصح مدير المصلحة الجيولوجية الأمريكية أنذاك «وليام بيكورا» عن اقتراح بصدد إنشاء برنامج لاستطلاع الأرض من الفضاء، بغرض التعرف على المصادر الطبيعية للأرض. وفي نفس الوقت بدأت ناسا في ابتكار أجهزة للقياس وضعتها أولا على متن طائرات للقيام بالقياسات. وفي عام 1970 حصلت ناسا على تصريح ببناء قمر صناعي. وبعد هذا التصريح بسنتين أرسلت ناسا «لاندسات 1» إلى الفضاء للقيام بالقياس.

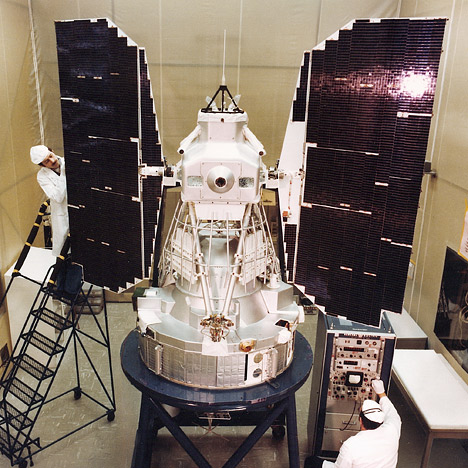
Der Landsat 3 im Reinraum

## أهمية الاستشعار عن بعد
انتج برنامج لاندسات منذ نشأته معلومات كثيرة عن سطح الأرض. ومن خلال القياسات الدقيقة التي يقوم بها فقد أصبح للعلماء والمهندسين فرصة الحصول على معلومات مستمرة عن نمو المدن والري الزراعي واسئصال الشجر من الغابات وعلى الاخص في المناطق الاستوائية. كذلك يأتي البرنامج بمعلومات هامة عن الحقول المرجانية والحقول الجليدية في القطبين وعلى أعالي الجبال.
في عام 1983 قام العالم الجيولوجي الأمريكي «جون ميلر» الذي كان يعمل في جامعة ألاسكا صورا التقطها لاندسات عن عملية بحرية في القطب الشمالي، حيث قامت محطمة جليد سوفيتية بفتح طريق في البحر بتكسير الجليد وانقذت 50 سفينة كان الجليد قد حاصرها. كما نشر «ميلر» في عام 1984 صورا تبين تجارب أجراها الاتحاد السوفييتي لإطلاق صواريخ من غواصات سوفيتية في منطقة في القطب الشمالي. وتعتمد تقنية السوفييت في ذلك على إجراء فتوحات في الطبقة المتجمدة لكي تستطيع الصواريخ المحملة بقنابل ذرية من الانطلاق من تحت سطح البحر.
ونشرت جريدة «نيويورك تايمز» في مارس 1985 أن اليابان تستخدم صورا من لاندسات عن النشاط الحربي السوفيتي في سيبيريا وفي المحيط الهادي. كما تخدم الأقمار الصناعية لاندسات أهداف «الاتفاقية الدولية للفضاء والكوارث الطبيعية».
وترسم المعلومات عل خرائط. وقام «بول لومان» في عام 1972 برسم أول خريطة مبنية على صور للاندسات. كما استخدمت صور اللاندسات في رسم خرائط توضح نشاط الصفائح التكتونية وكان آخرهم من عام 2003 . وتستغل صور لاندسات في مواقع الإنترنت ل «جوجل إيرث» و[[ياهو مابس" وغيرها.
يمكن تفقد معلومات لاندسات في مصادر مختلفة :
- Quickbird ،
- Quicklook ،
- ويحتوي DESCW على قياسات قديمة ل MSS و USGS Earth Explorer .

### بعثات وقياسات مستمرة للاندسات

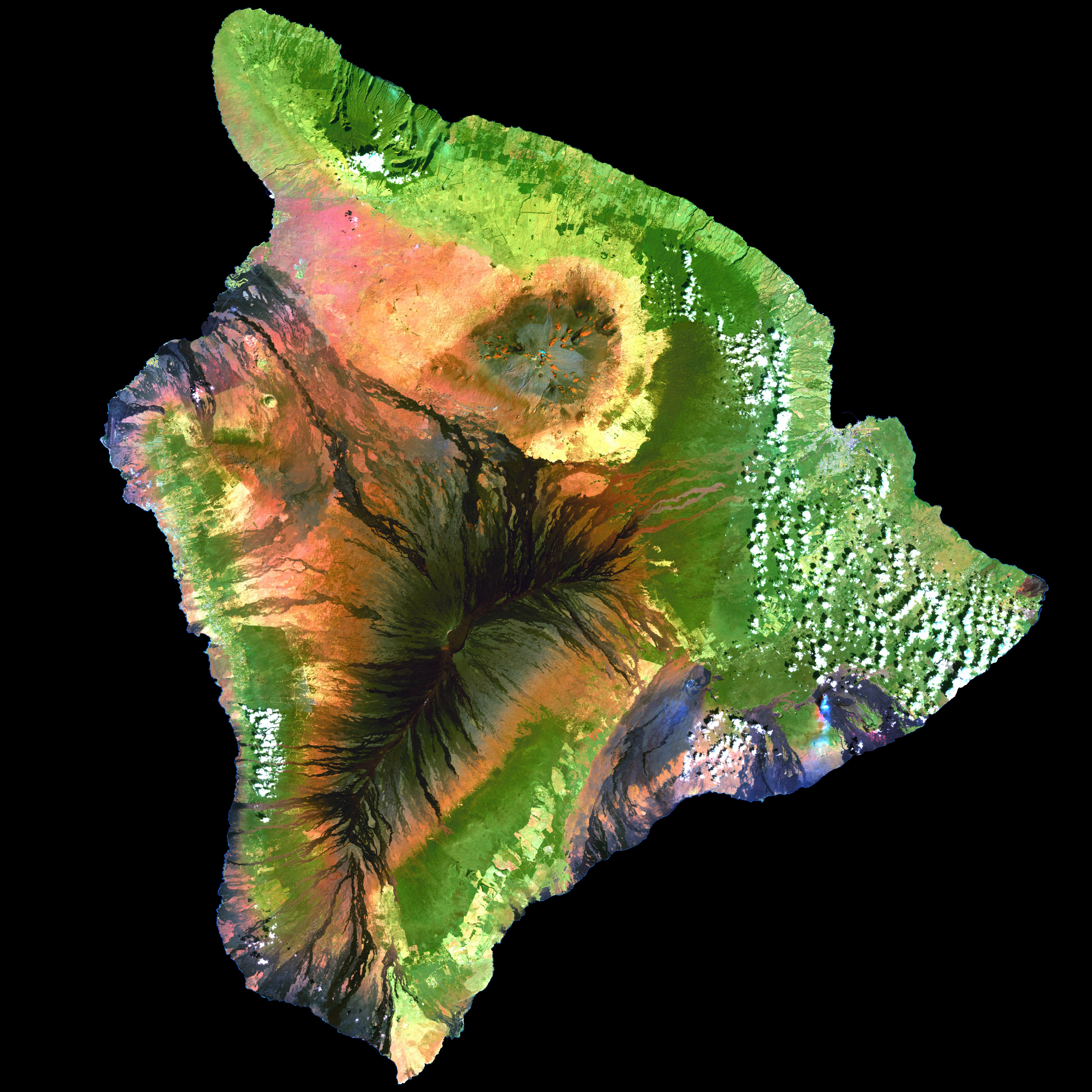
صورة لاندسات لجزيرة هاواي بألوان اختيارية. الأخضر الغامق مناطق غابات استوائية على الجزيرة، والأخضر الفاتح تعني مناطق زراعية تزرع فيها قصب السكر والرمان، ومناطق سكنية

أرسل لاندسات 7 في عام 1999 إلى الفضاء واتخذ مداره حول الأرض، وبدأت خطط قياساته الجديدة منذ عام 2008 فيما يسمى «مهمة بيانات لاندسات المستمرة» LDCM . والغرض من هذا البرنامج هو تكملة البيانات عن سطح الأرض حيث يقرب حصوله على بيانات منذ نحو 40 عام. وقد تأسست مهمة LDCM كعمل مشترك بين ناسا ومصلحة المسح الجيولوجي الأمريكي.
سوف تغطي صور «مهمة لاندسات المستمرة» تفرقة طولية بين 15 إلى 100 متر وهي قدرة تفرقة تسمح بمشاهدة تغييرات سطحية (استغلال الأرض)، وتعين مساحات الفيضانات، وتساعد في استغلال المياه.
كذلك تساعد تلك البيانات الجديدة في البحوث الجيولوجية وتغير المناخ حيث تمدها ببيانات وفيرة وديقية تصلح لتحليلها واستنباط ميول واتجاهات التغير منها.
وقد أطلق خلال هذا العام في 11 فبراير 2013 «لاندسات 8». وقد أطلق على رأس صاروخ حامل من نوع أطلس 5 Atlas-V-401، أوصله إلى مدار حول الأرض على ارتفاع 705 كيلومتر.
وقد زود لاندسات 8 بنوعين من الأجهزة:
1. مصور مستمر للأرض،
2. مجس يتحسس الإشعاع الكهرومغناطيسي للكواكب في حيز الأشعة تحت الحمراء.
ويحوي المصور العملي للارض على جهازين جديدين لقياس نطاقين طيفيين: يتقن أحدهما تصوير سحب السيروس Cirrus clouds ، أما الآخر فيجيد مشاهدات المناطق الساحلية.
كما تعمل الكاميرا الحرارية (TIRS (Thermal Infrared Sensor - مجس يتحسس الأشعة تحت الحمراء - على القمر الصناعي في نطاقين آخرين من الطيف للاشعة تحت الحمراء الطويلة الموجة، والذي كانت تغطيه لاندسات 4إلى لاندسات 7 . كما أجريت تحسينات عما سبق من أقمار صناعية من نوع لاندسات حيث سوف يلتقط 400 صورة في اليوم ويرسلها إلى مراكز الاستقبال على الأرض. بذلك تزداد القدرة على إرسال البيانات واستقبالها عن سابقتها التي كانت تقوم بارسال نحو 150 صورة فقط في اليوم. وسيزداد احتمال الحصول على صور للأرض خالية من السحب.

## المدارات

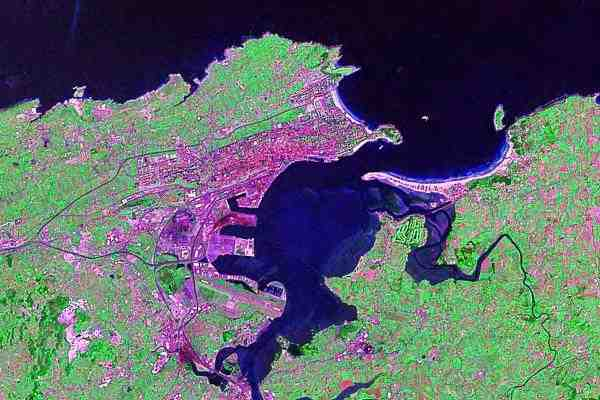
صورة من لاندسات لساحل سانتادير بأسبانيا. (مُعارة من ناسا.

لاندسات 1-3: على ارتفاع 907-913 كيلومتر، و لاندسات 4-7 ارتفاع المدار 705 كيلومتر
يمر المدار من القطب الشمالي إلى القطب الجنوبي تقريبا، بميل 99.2° (لاندسات 1-3)، وبالتالي 98.2° (لاندسات 4-7). وهذا معناه أن كل منطقة تُمسح في نفس الوقت من اليوم.
فوق خط الاستواء: في الساعة 9:30 بالتوقيت المحلي (لاندسات 1-5)، وبالتالي في تمام 10:00 بحسب التوقيت المحلي (لاندسات 7), مما يعني نفس الوقت لالتقات الصور المتتابعة. 

تستغرق دورة لاندسات حول الأرض نحو 100 دقيقة أي التقاط 14 صورة في اليوم. 

يبلغ اتساع الشريط المصور للأرض من لاندسات نحو 185 كيلومتر، أي أن مشاهدة نفس المنطقة يتم كل 18 يوم (لاندسات 1 - 3) أو كل 16 يوم بالنسبة للاندسات 4 - 7 .

## اقرأ أيضاً
- قمر صناعي بلياد
- إنفيسات
- قياس عن بعد
- قمر اصطناعي لرصد الأرض
- مرصد فضائي
- قمر صناعي جلوري
- كلفة شمسية
- هيدروديناميكا مغناطيسية
- مقراب جيمس ويب الفضائي
- مقراب سبيتزر الفضائي
- مقراب هابل الفضائي
- رادار قياس الأرض